# Robert Lupu
Robert Lupu (Reșița, 28 ottobre 1982) è un allenatore di calcio a 5 ed ex giocatore di calcio a 5 romeno, attuale commissario tecnico della Nazionale maschile di calcio a 5 della Romania.

## Carriera
Già capitano e simbolo, per oltre un decennio, della nazionale rumena, nell'ottobre del 2015 viene nominato commissario tecnico della medesima selezione, mantenendo per alcuni anni il doppio ruolo di allenatore-giocatore dell'Informatica Timișoara.

## Palmarès
- Campionato romeno: 9

Bodu Bucarest: 2003-04
CIP Deva: 2005-06, 2006-07, 2008-09
City'us Târgu Mureș: 2010-11, 2011-12, 2012-13
Autobergamo Deva: 2013-14
Informatica Timișoara: 2017-18
- Coppa di Romania: 8

Bodu Bucarest: 2003-04
CIP Deva: 2006-07
City'us Târgu Mureș: 2010-11, 2011-12, 2012-13
Autobergamo Deva: 2014-15
Informatica Timișoara: 2016-17, 2017-18